# 庚子風災
庚子風災發生於1900年11月10日，當天一股強烈颱風正面吹襲香港，釀成超過200人罹難，為香港第5多人遇難的風災、歷來唯一在11月及一年內最遲正面吹襲香港的颱風，亦是二戰前侵襲香港最強的颱風之一。

## 影響

### 英屬香港
當地發出之警告：鸣風槍
香港天文台於11月8日早上11時45分懸掛紅色向下錐體，表示一個熱帶氣旋集結在香港南面300哩（480公里）以外，香港將吹清勁至強風程度北至東北風。11月9日早上11時50分天文台懸掛黑色向下錐體，提示吹強風程度東至東北風，並有機會達烈風。當日下午颱風有正面吹襲香港之勢，天文台遂於下午6時15分鳴出颱風槍，預料香港風力將提升至烈風程度。至傍晚7時半，天文台垂直懸掛了兩個燈籠。11月10日上午5時至6時期間，天文台錄得最高平均風速達61節，相當於每小時113公里，達暴風程度。颱風在上午六至七時左右掠過香港東部。隨後香港風勢減弱至烈風程度並轉吹西風，天文台於早上6時40分改掛黑鼓。及後颱風移至香港以北，天文台在上午8時45分改掛黑色向上錐體。下午香港風勢進一步緩和，天文台終在下午4時除下所有颱風信號。

## 熱帶氣旋警告使用紀錄
| 香港天文台 熱帶氣旋警告 | 香港天文台 熱帶氣旋警告 | 香港天文台 熱帶氣旋警告 |
| ----------------------- | ----------------------- | ----------------------- |
| 上一熱帶氣旋            | 鳴風槍                  | 下一熱帶氣旋            |
| 1900年9月颱風           | 鳴風槍                  | 1902年7月颱風           |

## 註解
1. ↑  在香港量到